# Ernst Robert Friese-Skuhra
Ernst Robert Friese-Skuhra (22. Juli 1886 in Reiterndorf bei Ischl – 2. Februar 1949 in Wien) war ein österreichischer Theaterschauspieler, Filmverleiher, Drehbuchautor, Regisseur und Schriftsteller.

## Leben
Friese, Sohn von Carl Adolf Friese und Josefine Skuhra, stand bereits als Vierjähriger in New York auf der Bühne, wo die Familie von 1889 bis 1892 während eines Engagements seines Vaters lebte. Zurückgekehrt nach Wien wurde er als Kind in Rollen am Deutschen Volkstheater in Wien eingesetzt. Nachdem er eine Bürgerschule und Handelsakademie in Wien absolviert hatte, ging er nach Köln als Sekretär des dortigen Residenztheaters, dabei spielte er aber auch immer wieder kleinere Rollen.
Von 1909 bis 1911 war er Leiter einer Operettentournee, die ihn durch den Orient und Italien führte. Da er für den Wehrdienst aufgrund eines Magenleidens untauglich war, verbrachte er die Zeit des Krieges im k.u.k. Kriegsministerium, darüber hinaus war er der Mitbegründer der Feldkinozentrale.
Filmverleiher war er von 1919 bis 1936, danach arbeitete er als freier Schriftsteller.

## Theatrografie (Auswahl)
- 1938: Lisa, benimm dich!
- 1940: Der Mann in der Wanne
- 1942: Susi schwindelt
- 1942: Professor Richards operiert
- 1943: Lügen haben schlanke Beine

## Filmografie
- 1925: Verklungene Wiener Tage
- 1926: Der Rastelbinder